# Amtsgericht Oettingen
Das Amtsgericht Oettingen war ein von 1879 bis 1959 existierendes bayerisches Gericht der ordentlichen Gerichtsbarkeit mit Sitz in der schwäbischen Stadt Oettingen.

## Geschichte
Das 1852 gebildete Landgericht Oettingen  setzte sich zusammen aus den Gemeinden des früheren Stadt- und Herrschaftsgerichts Oettingen, der Gemeinde Seglohe des Herrschaftsgerichts Mönchsroth und der Gemeinde Belzheim des Landgerichts Nördlingen zusammen. Zur Einführung des Gerichtsverfassungsgesetzes am 1. Oktober 1879 errichtete man ein Amtsgericht in Oettingen, dessen Sprengel identisch mit dem vorherigen Landgerichtsbezirk Oettingen war und folglich aus den damaligen Gemeinden Amerbach, Auhausen, Belzheim, Dornstadt, Dürrenzimmern, Ehingen am Ries, Erlbach, Fessenheim, Fremdingen, Hainsfarth, Hausen, Herblingen, Heuberg, Hochaltingen, Holzkirchen, Laub, Lehmingen, Lochenbach, Maihingen, Marktoffingen, Megesheim, Minderoffingen, Munningen, Niederhofen, Nittingen, Oettingen, Pfäfflingen, Schopflohe, Schwörsheim, Seglohe, Utzwingen und Wechingen bestand.
Die nächsthöhere Instanz war bis zum 1. April 1932 das Landgericht Neuburg an der Donau, danach das Landgericht Augsburg.
Nach der kriegsbedingten Stilllegung des Amtsgerichts Oettingen und der im Jahre 1956 erfolgten Wiedereröffnung als Zweigstelle des Amtsgerichts Nördlingen, wurde das Oettinger Gericht am 1. Juli 1959 aufgrund einer Verordnung des Bayerischen Staatsministers der Justiz endgültig aufgehoben.